# Réserve naturelle régionale des marais de Cambrin, Annequin, Cuinchy et Festubert
La réserve naturelle régionale des marais de Cambrin, Annequin, Cuinchy et Festubert (RNR199) est une réserve naturelle régionale située dans les Hauts-de-France. Classée initialement en 2009 et étendue en 2013, elle occupe une surface de 74,15 hectares et protège une zone humide (étangs et marécages) dans la vallée alluviale inondable de la Lys.

## Localisation

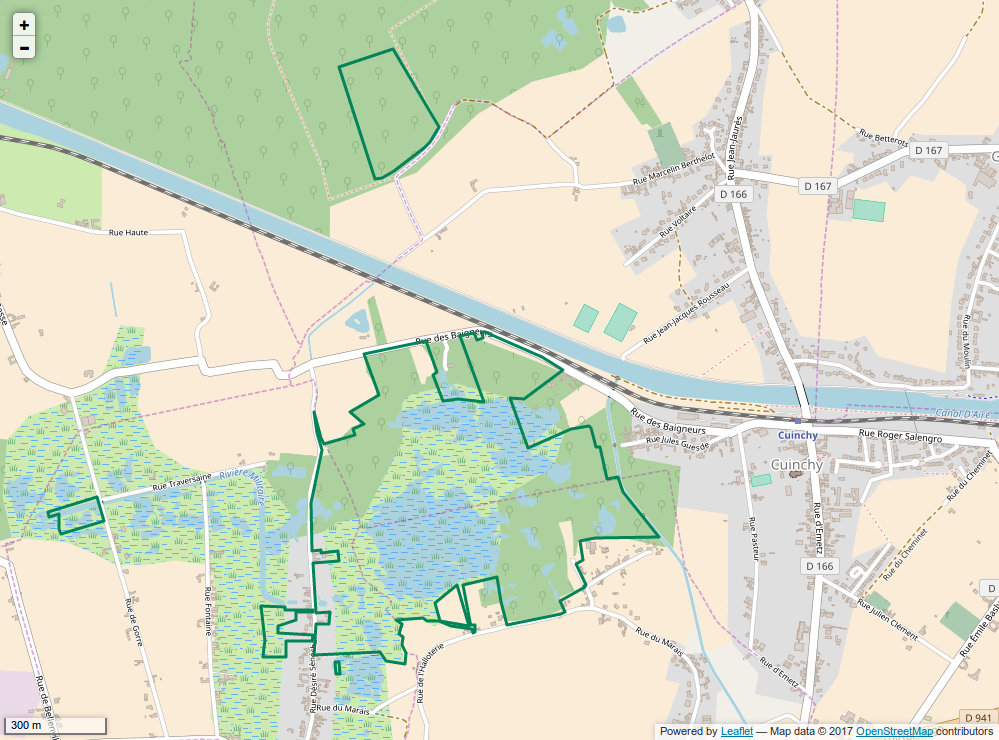
Périmètre de la réserve naturelle.

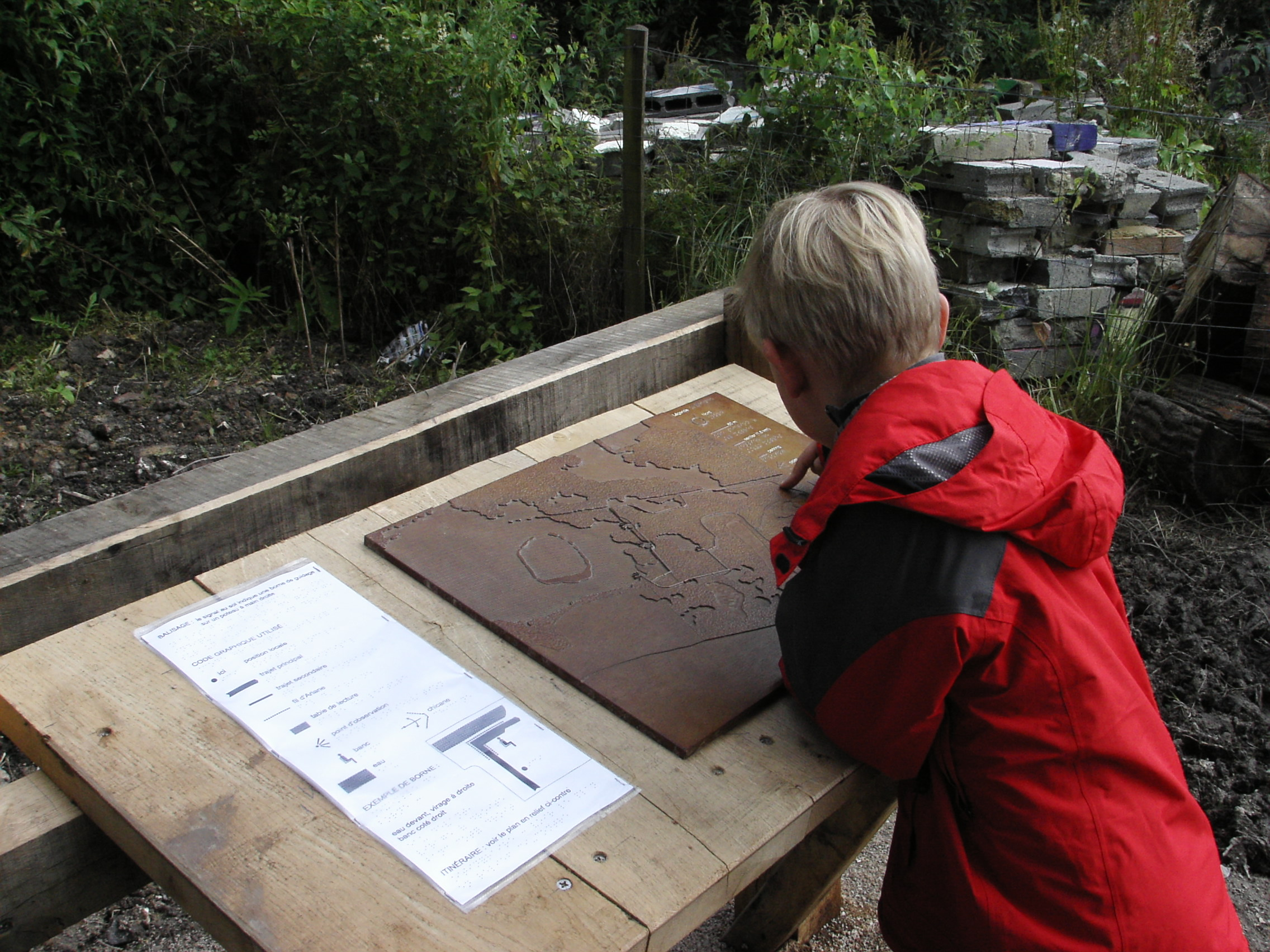
Plan relief de description du site à l'usage des malvoyants

Le territoire de la réserve naturelle se situe dans le département du Pas-de-Calais, sur les communes de Cambrin, Annequin, Cuinchy et Festubert entre Lille et Béthune. Il se situe à l'extrémité de la partie amont de la vallée de la Lys.
La zone biogéographique, qui en détermine le climat et les rythmes biologiques est la « zone atlantique », le site étant en situation alluviale à très faible dénivelé. Le marais est drainé par un maillage de fossés. Des layons marécageux permettent de s'y déplacer.

## Histoire de la conservation du site et de la réserve

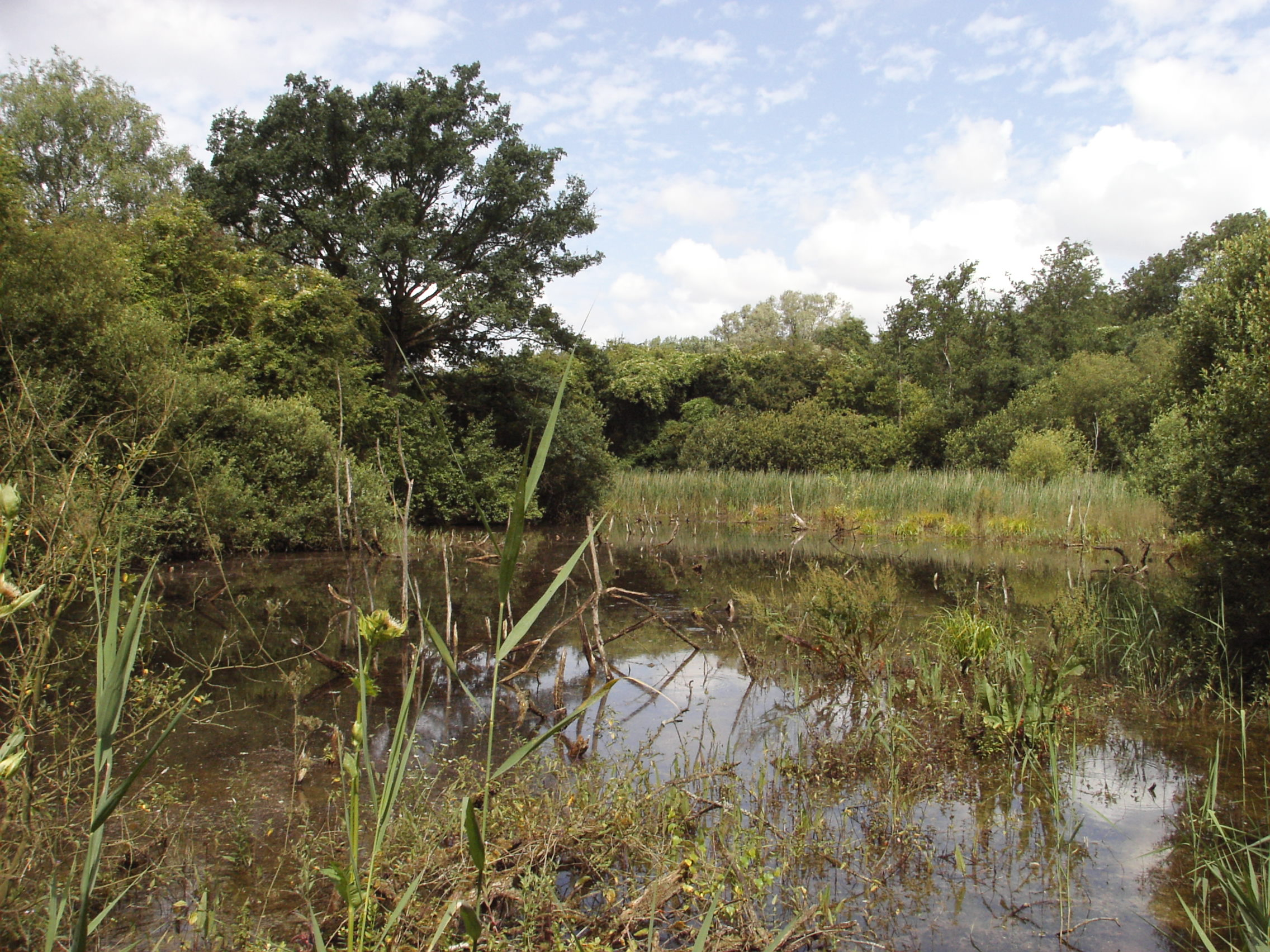
Le Marais en juillet

Ce complexe de zones humides partiellement boisées, bien qu'en partie d'origine artificielle, abrite des éléments relictuels de la flore et faune sauvage régionale. C'est une relique du vaste marais alluvial qui s’étendait autrefois dans une grande partie du lit majeur de la Lys.
Les arbres morts qui parsèment le site sont des vestiges des boisements initiaux qui ont disparu à la suite de la remontée des niveaux d'eau entraînée par l'arrêt des pompages de la centrale de Violaines.
Le complexe de marais tourbeux de Beuvry, Cuinchy et Festubert est connu et prospecté par les naturalistes depuis le XIXe siècle. Ces marais ont été revus dans les années 1960 par J.-M. Géhu et J.L. Amiet (1956) puis par R. Lericq (1964) qui ont principalement étudié les prairies et bas-marais tourbeux de Festubert et Cuinchy. Par la suite, des inventaires ont été menés dans le cadre de l'inventaire des ZNIEFF du Nord - Pas de Calais. Dans ce cadre, B. de Foucault, F. Duhamel et J.-P. Bernard ont redécouvert et étudié un bas-marais à Schoenus nigricans localisé sur la commune de Festubert au lieu-dit "le Malvaux".
Le premier acte fondateur de la protection et de la gestion écologique de la RNR est la signature en octobre 2002 d'une convention de gestion de 10 ans concernant 21,5 hectares de marais entre la commune de Cambrin et le Conservatoire des espaces naturels dans un but de conservation et de restauration des habitats, de la faune et de la flore remarquables, mais également de réappropriation par les habitants au travers de la résiliation des contrats de pêche et de chasse par la commune.
En octobre 2006, une demande de classement au titre des réserves naturelles régionales est déposée auprès du Conseil régional à l'initiative du Conservatoire des espaces naturels et de la commune de Cambrin. Le dossier scientifique est validé par le Conseil scientifique régional du patrimoine naturel (CSRPN) en juin 2007 et le site est officiellement classé en RNR le 25 mai 2009.
En octobre 2008, le Conservatoire des espaces naturels se porte acquéreur, par l'intermédiaire de la SAFER, de 14 ha de prairies humides sur les communes de Cuinchy, Annequin et Cambrin. Un nouveau plan de gestion est rédigé pour les 35 hectares gérés par le Conservatoire pour la période 2009-2013.
En octobre 2009, le Conseil général du Pas de Calais revend au Conservatoire des espaces naturels 5,62 ha acquis dans le cadre de la politique ENS situés sur la commune d'Annequin où la zone de préemption du Conseil général est annulée. Ces terrains sont intégrés à la gestion de la RNR dans le cadre d'un nouveau document de planification de la gestion pour la période 2010-2013.
En mars 2010, la SAFER revend au Conservatoire des espaces naturels, après préemption environnementale, 6,9 ha de marais tourbeux oligotrophes de grand intérêt écologique localisés sur la commune de Festubert (Marais du Trou à Baudet). Dans le même temps, Voies Navigables de France sollicitent le Conservatoire des espaces naturels pour réaliser un plan de gestion écologique du terrain de dépôt n°61 (7,4 ha) situé dans la continuité du marais du Trou à Baudet.
En décembre 2010, après le constat d'infractions régulières de l'ancien propriétaire et de l'intervention des services de la Police de l'Eau, le Conservatoire des espaces naturels se porte acquéreur, par l'intermédiaire de la SAFER, du marais de Cuinchy d'une superficie de 25,7 ha et d'une petite parcelle en continuité des prairies d'Annequin. Il en réalise le diagnostic en 2011 et 2012.
En novembre 2011, une demande d'extension du périmètre de la RNR du Marais de Cambrin est déposée auprès du Conseil régional Nord - Pas de Calais afin d'intégrer au périmètre existant 53 hectares de milieux humides. Après avis favorable du Conseil scientifique régional du patrimoine naturel et des collectivités territoriales concernées, l'ensemble des 74 ha a été classé en Réserve Naturelle Régionale à compter du 24 juin 2013.
Le 19 mars 2018, un incendie à priori volontaire détruit l’observatoire inauguré en 2007.

## Écologie (biodiversité, intérêt écopaysager…)
Près d'un tiers de sa surface est constitué par une étendue d’eau accueillant de nombreux oiseaux. Les deux tiers restants forment un boisement humide de type alluvial, parsemé de mares, plus ou moins ombrées par les saules, aulnes, frênes et bordées de joncs, roseaux, iris, cirse maraîcher, menthe aquatique, etc. qui contribuent à la richesse écologique du site.
Ces milieux abritent de nombreuses espèces animales, dont certaines dépendent du bois-mort qui est relativement abondant, y compris en situation immergée ou semi-immergée.
Le marais de Cambrin est remarquable pour l'avifaune puisqu'il représente un site de nidification majeur dans le bassin versant de la Lys. Il joue aussi un rôle comme zone d'expansion de crue (ZEC), contribuant à limiter les crues en aval et l'impact d’éventuelles sécheresses estivales ou canicules.
En tant que zone humide, il joue un rôle écologique et hydraulique majeur pour la commune et les environs et contribue à la dépollution des eaux de surface (nitrates, phosphates) responsables d'une eutrophisation croissante des milieux naturels et littoraux.

### Flore
En 2008, les inventaires comptaient 158 espèces végétales dans la réserve, dont 13 présentant un intérêt patrimonial particulier. Le promeneur pourra par exemple observer (sans les cueillir) le Souchet brun (Cyperus fuscus), l'Orchis incarnat (Dactylorhiza incarnata), l’Ophrys abeille (Ophrys apifera), l’Œnanthe aquatique (Oenanthe aquatica), la Samole de Valerand (Samolus valerandi).
Un inventaire exhaustif de la flore vasculaire a été entrepris durant la saison 2013 sur le périmètre élargi de la RNR. Lors des prospections, c'est un total de 319 espèces végétales supérieures qui ont été recensées. Ce résultat reste difficile à comparer avec les inventaires réalisés précédemment sur le site et concernant des périmètres plus restreints. Plus qu'une augmentation de la biodiversité végétale depuis 2009, ce chiffre de 319 espèces végétales illustre davantage la diversité de biotopes désormais réunis au sein de cette réserve naturelle régionale.
Parmi celles-ci, 36 revêtent un intérêt patrimonial dans la région Nord - Pas de Calais en raison de leurs statuts de rareté, de menace ou de protection légale aux échelles régionale, nationale ou européenne.
Il ressort de cet inventaire que le complexe humide de la RNR abrite une diversité végétale exceptionnelle pour ce secteur pourtant fortement anthropisé. Pas moins de 9 espèces sont au moins vulnérables en région et 17 bénéficient d'une protection réglementaire. Cette diversité n'est cependant pas homogène sur le site et plusieurs espèces, typiques des bas-marais oligotrophes plutôt alcalins et rarissimes à l'intérieur des terres, subsistent uniquement sur le site du Trou à Baudet.
Parmi les 36 espèces d'intérêt patrimonial de la RNR, on peut plus particulièrement noter la présence de plusieurs espèces à enjeu particulièrement important de conservation à l'échelle régionale : la Laîche verdoyante (Carex viridula viridula), la Laïche filiforme (Carex lasiocarpa), l'Eléocharide pauciflore (Eleocharis quinqueflora), le Choin noirâtre (Schoenus nigricans) et les Utriculaires (Utricularia australis et U. vulgaris).
Il convient de noter, parmi les espèces végétales observées, un certain nombre d'espèces ornementales échappées de jardin, principalement localisées sur le Marais de Cuinchy.

### Bryoflore
La connaissance bryophitique de la RNR reste lacunaire car une seule sortie a  été réalisée sur le site par le Conservatoire botanique national de Bailleul en 2011 dans le cadre d'une étude sur la diversité bryologique des différentes RNR du Nord - Pas de Calais.
Parmi les 39 espèces observées, il convient de noter la présence de quelques espèces à valeur patrimoniale en région en raison de leurs statuts de rareté, de menace ou de protection légale aux échelles régionale, nationale ou européenne : Scorpidium scorpioides et Ricciocarpus natans.

### Fonge et lichens
Depuis 2009, la Société Mycologique du Nord de la France organise annuellement une sortie sur la RNR. Au regard du périmètre inventorié et de la pression de prospection, l'inventaire ne peut être considéré comme exhaustif mais il permet d'avoir une idée du potentiel et de la diversité mycologique du site.
Au total, 193 taxons ont été inventoriés sur le site entre 2009 et 2013. Ce chiffre montre une certaine richesse fongique de la réserve notamment en espèces liées aux bois en décomposition en milieu humide (45 % des espèces sont saprotrophes lignicoles).
Parmi ces espèces de champignons, 8 peuvent être considérées comme patrimoniales dans le Nord - Pas de Calais.
Pour les lichens, il est difficile dans l'état actuel des connaissances d'évaluer la patrimonialité des espèces mais il apparaît que la plupart de celles-ci est commune et plutôt liée aux stations assez dégradées ou polluées (azote atmosphérique, pollutions industrielles).

### Faune
Le marais abrite une faune importante : oiseaux, amphibiens et diverses espèces d'invertébrés. Il est prospecté par l'Association des Naturalistes de la Gohelle et par le Groupe Ornithologique et Naturaliste du Nord de la France depuis une dizaine d'années. En parallèle, les prospections réalisées par les bénévoles se sont intensifiées pour atteindre un nombre de données ornithologiques supérieur à 2 500 pour la seule année 2012. Ces données sont complétées par celles du Conservatoire des espaces naturels en particulier dans les zones non ouvertes au public. La connaissance faunistique de la réserve est donc importante, particulièrement pour l'avifaune.

#### Mammifères
En l'état actuel des connaissances, et compte tenu du fait que ce groupe n'a pas fait l'objet d'inventaire spécifique ces cinq dernières années, treize espèces ont été observées sur le site. Quatre espèces peuvent être considérées comme patrimoniales du fait de leurs niveaux de rareté et/ou de menace aux échelles régionale, nationale, européenne et/ou mondiale. Parmi celles-ci, trois n'ont pas été revues récemment. Il faut aussi noter que ces quatre espèces sont communes à très communes dans la région. Les quatre espèces d'intérêt patrimonial sont le Lérot (Eliomys quercinus), le Murin de Daubenton (Myotis daubentonii), le Lapin de garenne (Oryctolagus cuninulus) et la Pipistrelle commune (Pipistrellus pipistrellus).
Parmi ces espèces, une retient particulièrement l'attention : le Murin de Daubenton (Myotis daubentonii) qui est une chauve-souris intrinsèquement liée aux milieux humides puisqu'elle chasse les insectes au-dessus des cours d'eau et des plans d'eau ou dans les environs immédiats.

#### Oiseaux
C'est l'intérêt ornithologique qui a principalement justifié le classement du site en réserve. Il constitue en effet un site de nidification d'importance majeure pour le bassin versant de la Lys qui joue un rôle de corridor biologique pour de nombreuses espèces qui utilisent aussi ce site comme halte migratoire en période de migration (Canard pilet, Sarcelle d'hiver…). Muni d'une paire de jumelle, on y observera potentiellement 36 espèces d’oiseaux nicheurs, dont par exemple la Bouscarle de Cetti (Cettia cetti), le Cygne tuberculé (Cygnus olor), le Grèbe à cou noir (Podiceps nigricollis), les Canards chipeau (Anas strepera) et souchet (Anas clypeata), la Sarcelle d’hiver (Anas crecca), le Martin-pêcheur… En période de migration s'ajoutent le Canard pilet (Anas acuta), le Fuligule morillon (Aythya fuligula), la Sarcelle d’été (Anas querquedula).
Depuis 2007, la pression d'observation de la part des bénévoles de l'Association des naturalistes de la Gohelle et de ceux du Groupe ornithologique et naturaliste du Nord de la France a considérablement augmenté. Au total, ce sont près de 6 500 données qui ont été enregistrées pour la période 2008-2013. Entre 2008 et 2013, 137 espèces d'oiseaux ont été observées sur le site soit 30 % de l'avifaune déjà observée en région. Parmi ces espèces, 71 peuvent être considérées comme nicheuses et 70 hivernantes. Ces résultats sont relativement importants aux vues de la taille et de la localisation du site.

##### Avifaune nicheuse
Sur la période 2008-2013, l'avifaune nicheuse compte 71 espèces. Parmi celles-ci, 15 présentent un intérêt patrimonial car elles revêtent un statut particulier de rareté ou de menace aux échelles européenne, nationale ou régionale. Le plan d'eau central associé à une ceinture de végétation hélophytique riche et à un réseau de prairies et de boisements humides présente un fort intérêt pour l'avifaune nicheuse, notamment pour les oiseaux d'eau dont la Sarcelle d'été et le Canard chipeau sont les représentants les plus remarquables en période de nidification. Les divers plans d'eau de la RNR présentent des conditions favorables à la nidification des anatidés.
L'avifaune nicheuse d'intérêt patrimonial du site se compose des espèces suivantes : le Phragmite des joncs, le Martin-pêcheur d'Europe, la Sarcelle d'hiver, la Sarcelle d'été, le Canard chipeau, le Fuligule milouin, le Butor étoilé, la Bouscarle de Cetti, le Busard des roseaux, la Bécassine des marais, la Gorgebleue à miroir, la Bondrée apivore, le Pouillot fitis, le Pic vert et la Fauvette grisette.
Parmi ces quinze espèces patrimoniales, on peut noter la présence de plusieurs espèces à enjeu de conservation élevé : la Sarcelle d'été, le Canard chipeau, le Butor étoilé, la Busard des roseaux, la Bécassine des marais et la Gorgebleue à miroir.
Il faut noter également la présence d'une des plus importantes colonies régionales de Grands cormorans (Phalacrocorax carbo).Le nombre de nids du Grand cormoran a progressé entre 2003 et 2009 passant d'une vingtaine à 42. Le nombre de nids occupés a regressé en 2011 pour redescendre à 31.

#### Reptiles et amphibiens
Le site abrite neuf taxons : sept espèces d'amphibiens et deux de reptiles (Crapaud commun (Bufo bufo) , Triton alpestre (Ichthyosaura alpestris) , Triton palmé , (Lissotriton helveticus) Triton ponctué(Lissotriton vulgaris) , Grenouille verte (Pelophylax kl. esculentus) , Grenouille rousse(Rana temporaria) , Triton crêté   (Triturus cristatus) , Lézard vivipare; Tortue de Floride. Il est à noter que la Tortue de Floride est présente dans les grands plans d'eau et est considérée comme une espèce exotique envahissante. La plupart des espèces contactées sur le site sont très communes à communes dans la région et occupent une grande variété de milieux. Seul le Triton crêté présente un intérêt patrimonial du fait de son statut à l'échelle européenne. Toutes les espèces de reptiles et d'amphibiens, à l'exception de la Grenouille verte, font l'objet d'une protection intégrale en France au titre de la Loi relative à la protection de la nature du juillet 1976. Le réseau hydrographique dense au sein d'une matrice paysagère constituée de prairies et de boisements est à l'origine de la diversité en espèces d'amphibiens.
Le Triton crêté (Triturus cristatus) se reproduit dans les mares, les étangs et les fossés, plus ou moins riches en végétation aquatique où il peut supporter des charges en nitrates assez élevées. Il occupe fréquemment de petits sites, dans un environnement de bocage herbager densément maillé de haies et lisières boisées ou en contexte forestier. Régulièrement, l'espèce occupe des groupes de mares proches les unes des autres (Jacob et al. 2004 ; Godin et al., 2001). Assez commun dans le Nord - Pas-de-Calais, le Triton crêté est plus rare à l'échelle européenne où il est considéré d'intérêt communautaire. Il a été observé pour la première fois en 2009 dans les prairies humides d'Annequin, puis presque annuellement depuis. Les effectifs sont cependant toujours très faibles (maximum de deux individus en 2013) malgré une pression d'observation importante.
Il faut noter la présence à proximité de la réserve du Pélodyte ponctué (Pelodytes punctatus), espèce peu commune en région. Il est connu sur le Domaine de Bellenville et sur le site de l'Argilière d'Annequin. Un mâle chanteur a été entendu dans le secteur de la rue de Gorre à proximité immédiate de la Réserve. La présence de cette espèce patrimoniale est donc très probable sur le site.

#### Invertébrés
On dénombre 13 espèces de papillons de jour dont une patrimoniale, la Grande Tortue (Nymphalis polychloros), papillon autrefois très commun mais en très forte régression en Europe depuis les années 2000. Pour les odonates, 13 espèces sont répertoriées sur le site, dont 2 d'intérêt patrimonial, le Sympétrum jaune (Sympetrum flaveolum) et le Sympétrum de Fonscolombe (Sympetrum fonscolombii).

### État, pressions ou menaces, réponses
Comme pour la plupart des zones humides protégées par une mise en réserve, l’une des menaces principales est l'eutrophisation générale de l'environnement ou l'impact différé des pesticides appliqués dans le bassin versant ou apportés par les pluies.

## Intérêt touristique et pédagogique
Le site est aménagé par le gestionnaire (Conservatoire des espaces naturels du Nord et du Pas de Calais) pour être ouvert, en partie, à la promenade libre (pédestre, avec cheminement adapté aux fauteuil et non-voyants) et de manière à être support d'éducation à l'environnement. 
L'accès aux chiens est interdit pour la tranquillité et la protection de la faune sauvage (sauf chien d'aveugle).

## Administration, plan de gestion, règlement
La réserve naturelle est gérée par le Conservatoire d'espaces naturels du Nord et du Pas-de-Calais. Le premier plan de gestion écologique est réalisé par le Conservatoire des espaces naturels pour la période 2004-2008. La convention de gestion a été renouvelée tacitement en octobre 2012.

### Outils de protection et statut juridique
La réserve naturelle a été créée par une délibération du 25 mai 2009 sous la dénomination Marais de Cambrin. Une nouvelle délibération du Conseil régional en date du 24 juin 2013 valide l'extension du périmètre et adopte le nom actuel de Réserve Naturelle Régionale des Marais de Cambrin, Annequin, Cuinchy et Festubert.
La réserve naturelle est un des éléments de la trame verte et bleue régionale. Le site est presque intégralement repris dans le périmètre des réservoirs de biodiversité du Schéma régional de cohérence écologique - Trame verte et bleue (SRCE - TVB). Le site, dans sa globalité, est pris en compte dans le Schéma d'aménagement et de gestion des eaux (SAGE) du bassin versant de la Lys en tant que " zone humide remarquable ".
Le site a été retenu dans l'inventaire national des Zones naturelles d'intérêt écologique, faunistique et floristique (ZNIEFF). Il fait ainsi partie de la ZNIEFF de type I n°46 dénommée "Marais de Beuvry, Cuinchy et Festubert". Cette ZNIEFF constitue sur 827 ha, un complexe de biotopes marécageux très diversifié associant bas-marais oligotrophes, prairies humides, forêts inondables, mares, étangs avec roselières et cariçaies, mégaphorbiaies et peupleraies eutrophes. Les végétations herbacées hygrophiles et inondables qui s'y développent présentent un grand intérêt tant au niveau floristique que phytosociologique. Ces marais sont également d'un grand intérêt pour la faune tant par la diversité des habitats offerts que par l'abondance des lisières et des secteurs inondables ou en eau favorables aux animaux aquatiques et aux oiseaux des zones humides.

## Galerie de photos

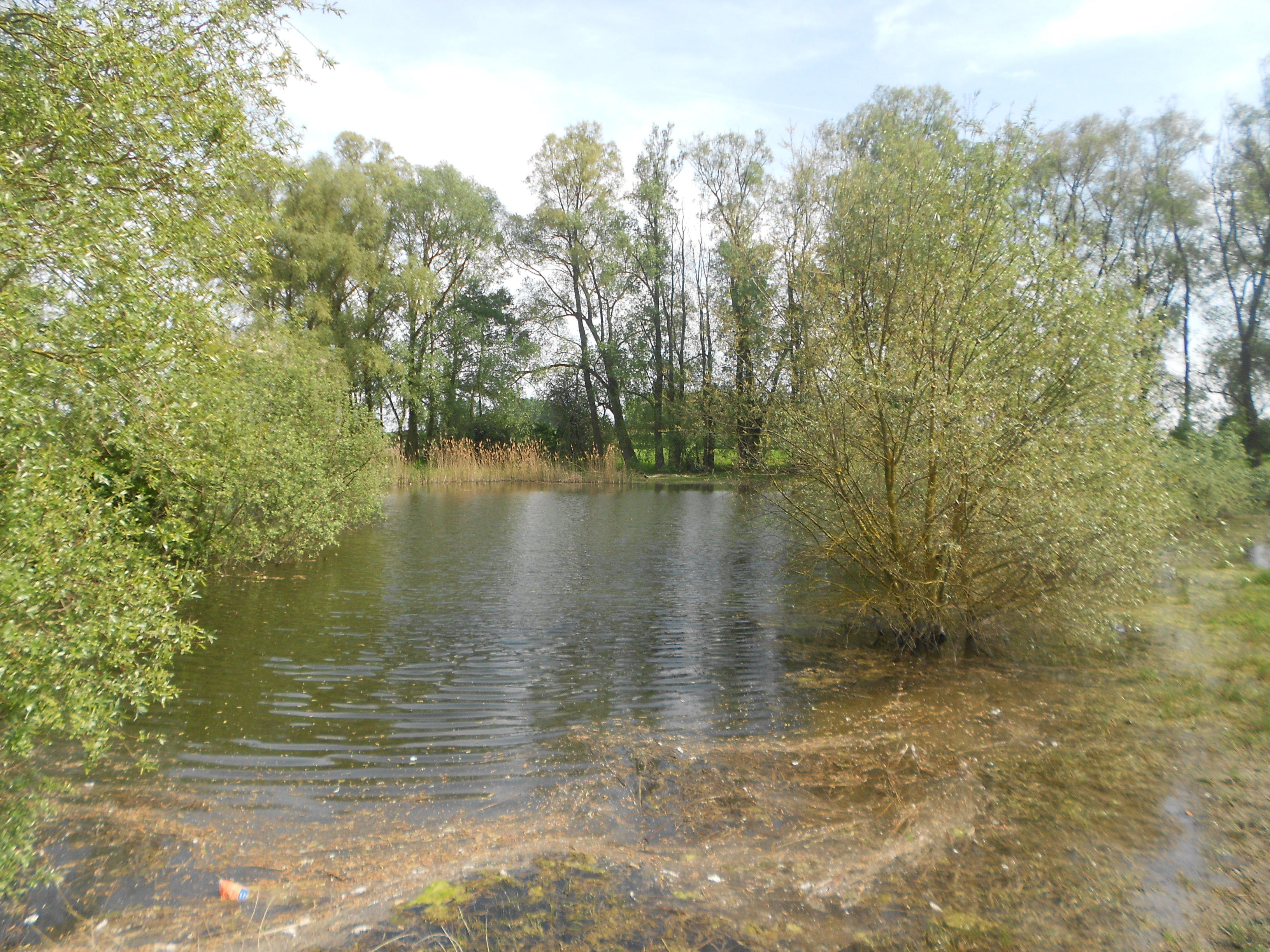
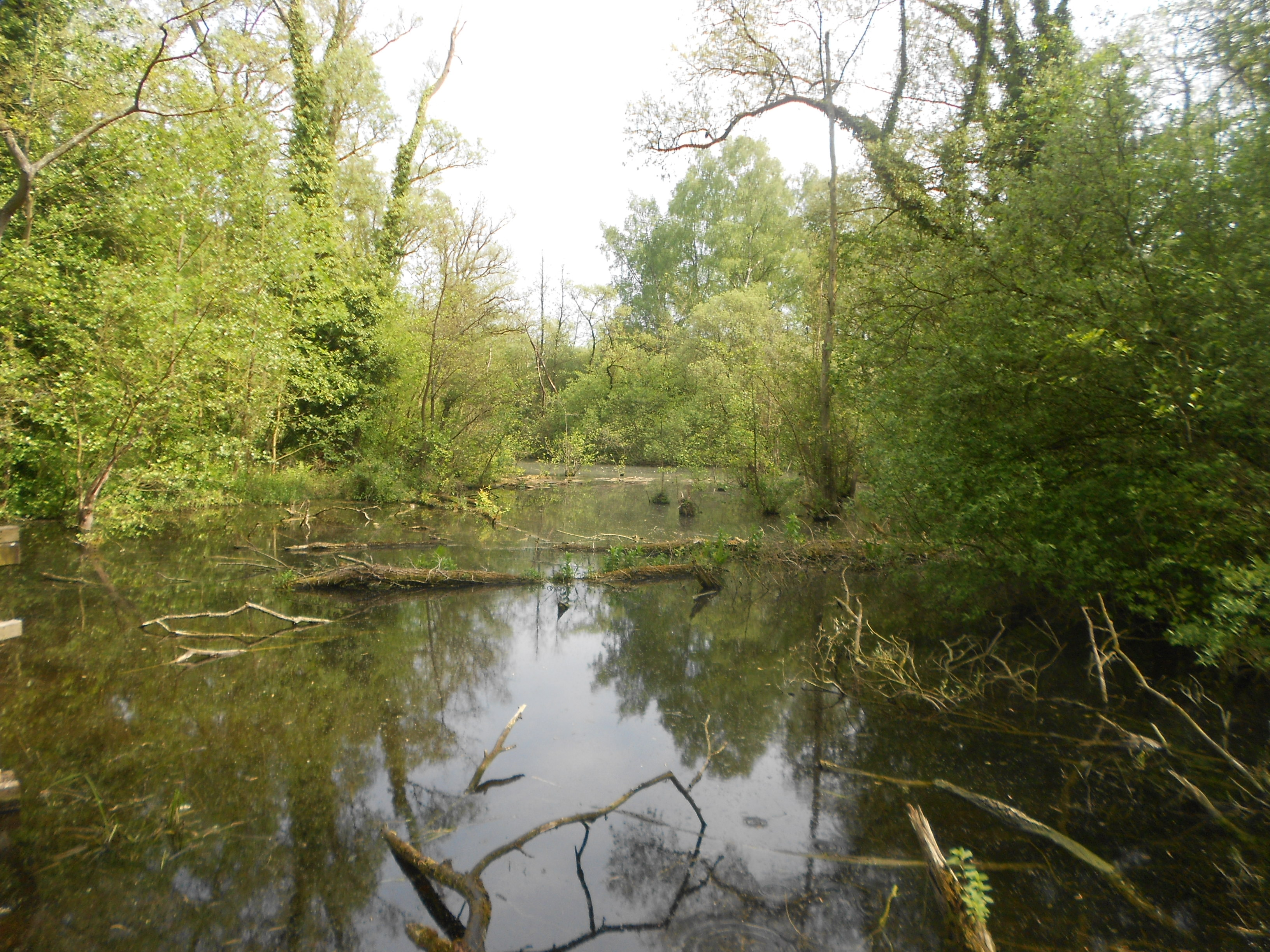
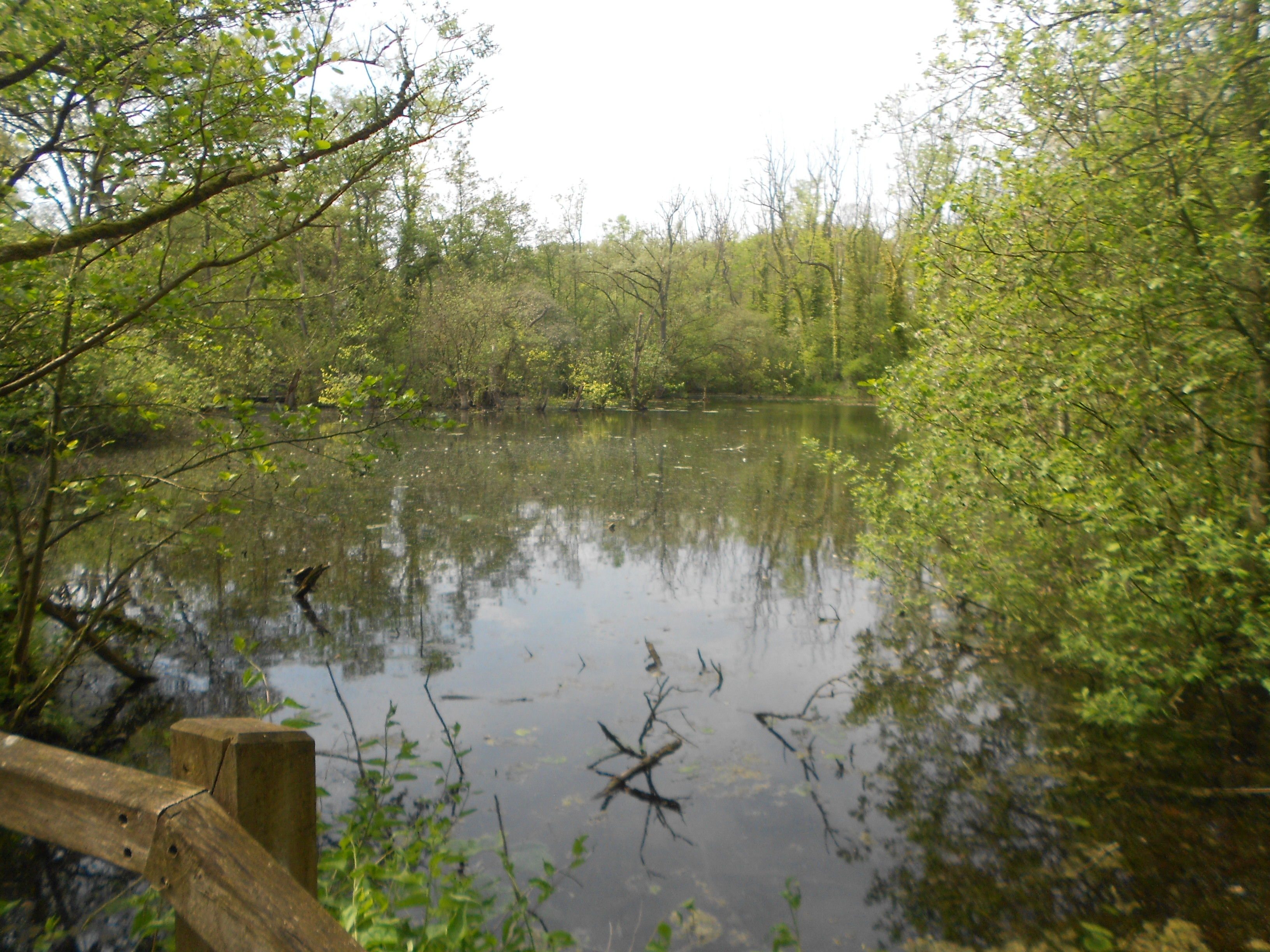
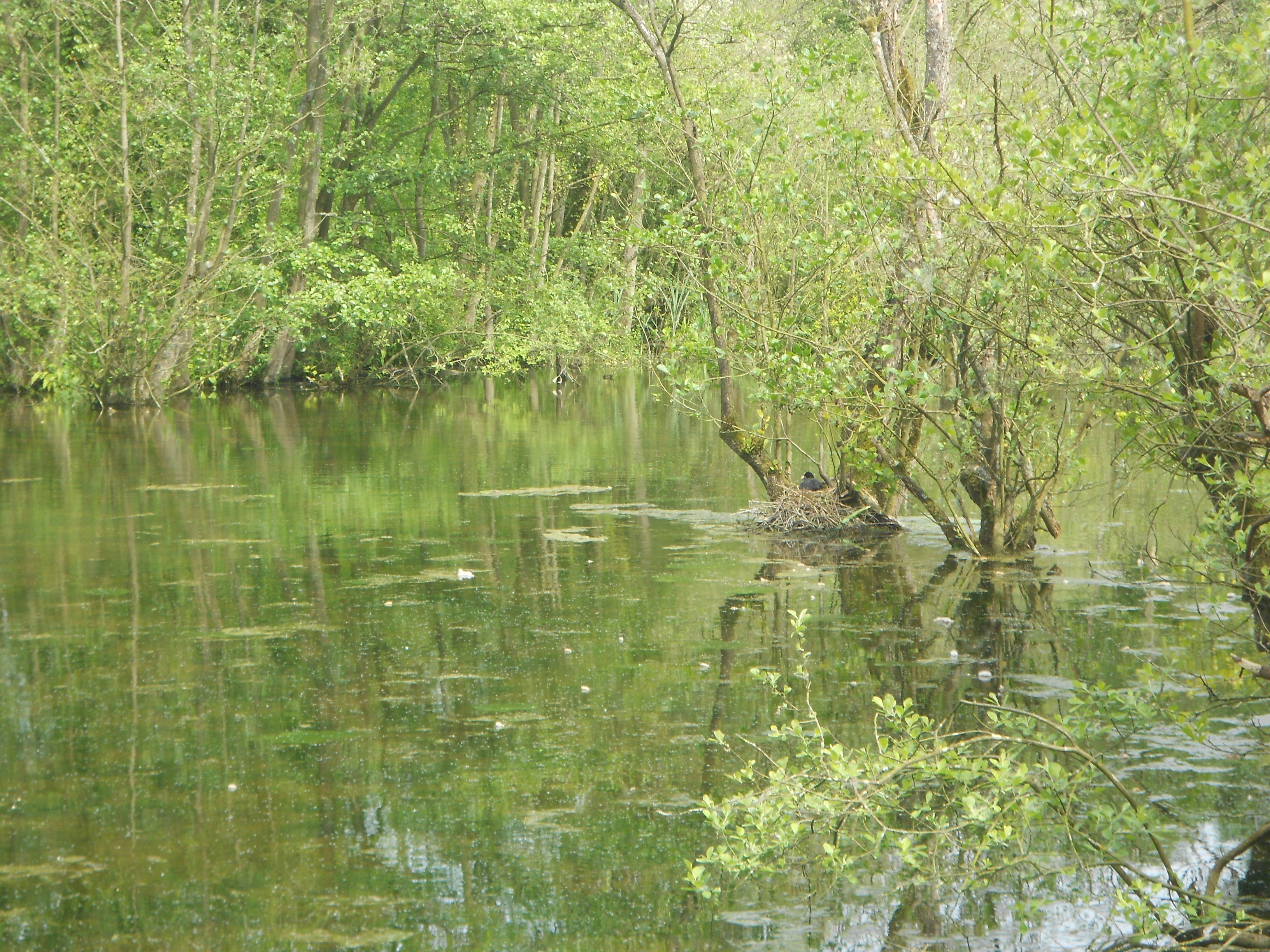
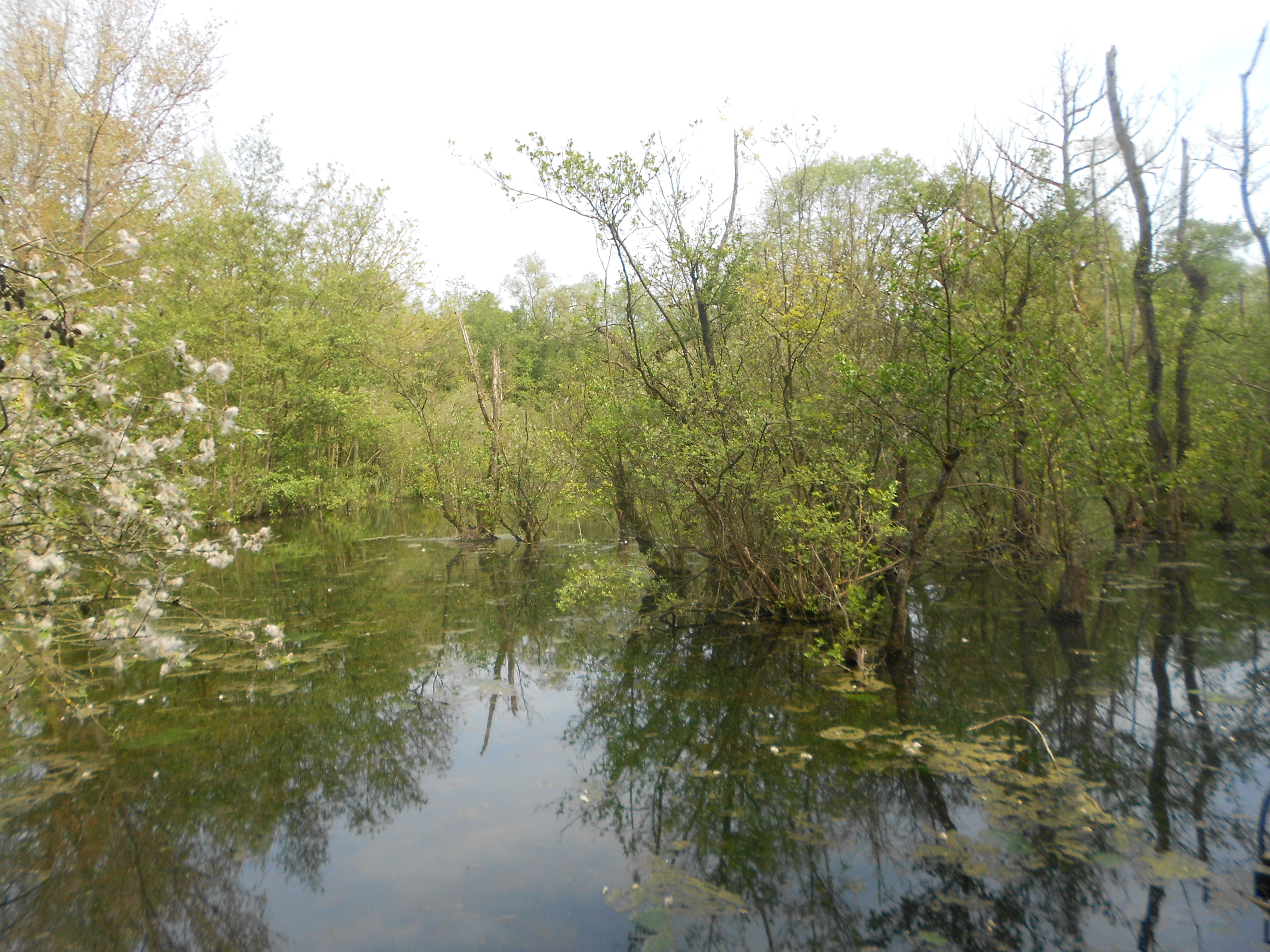
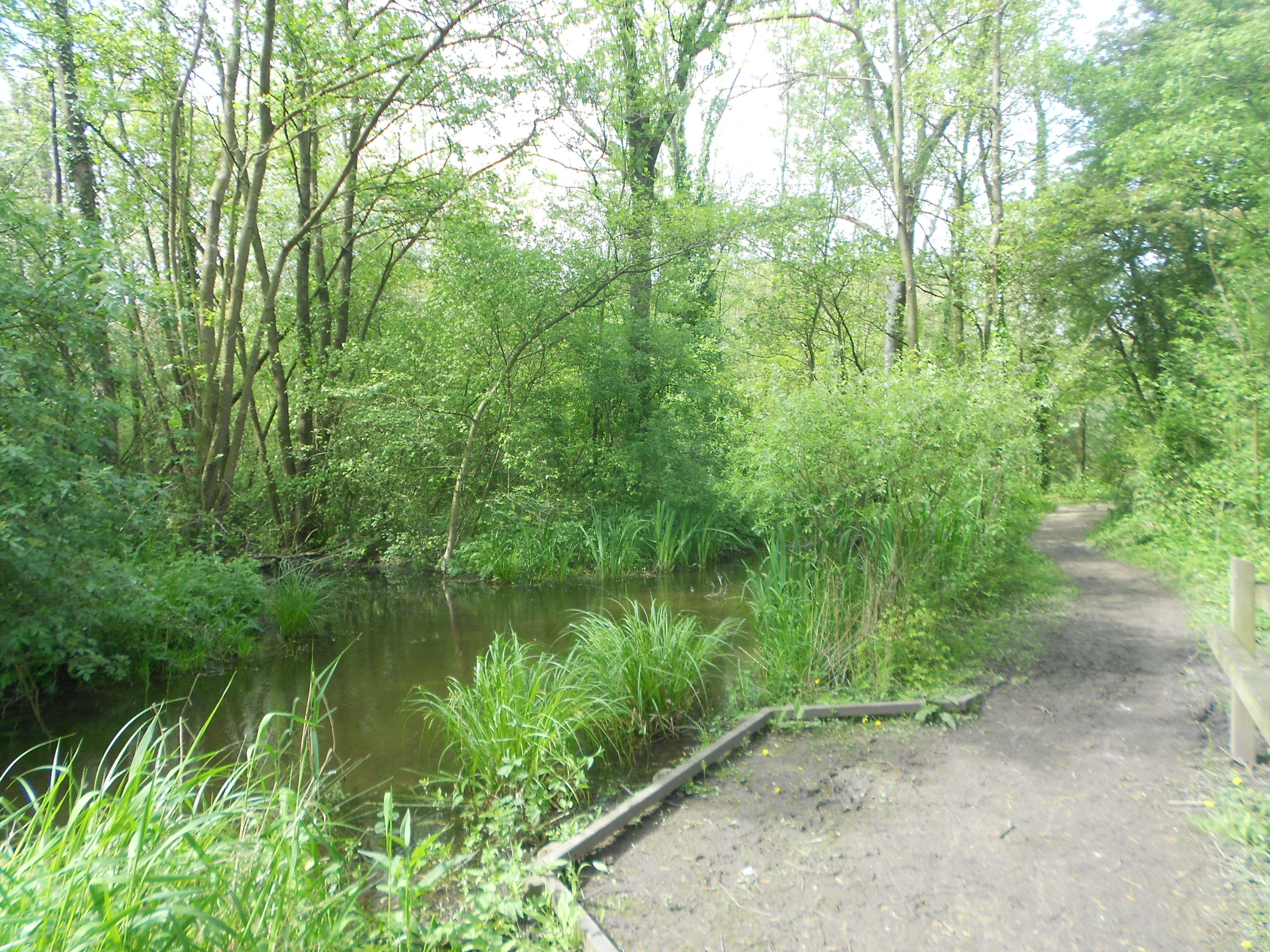
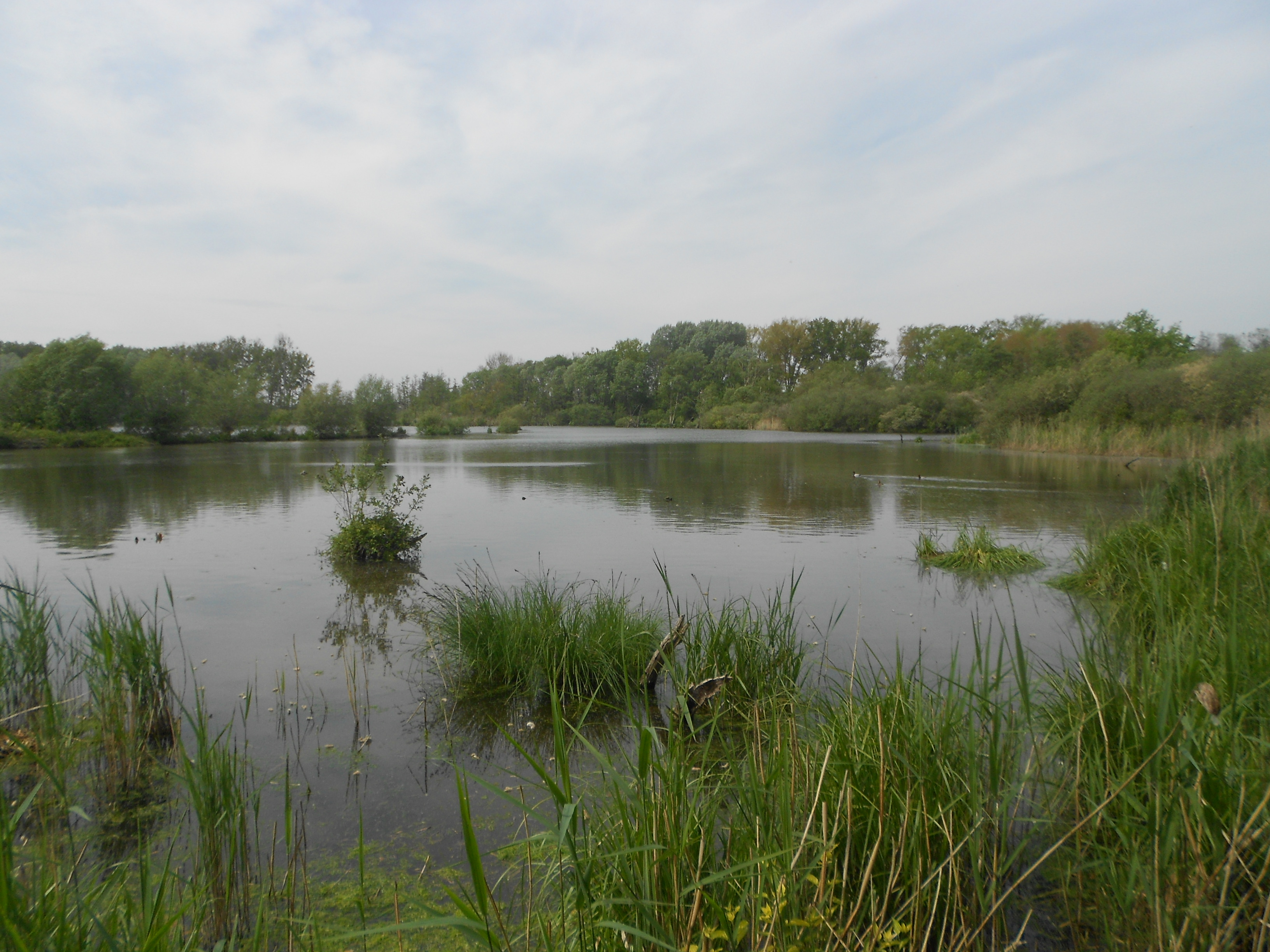
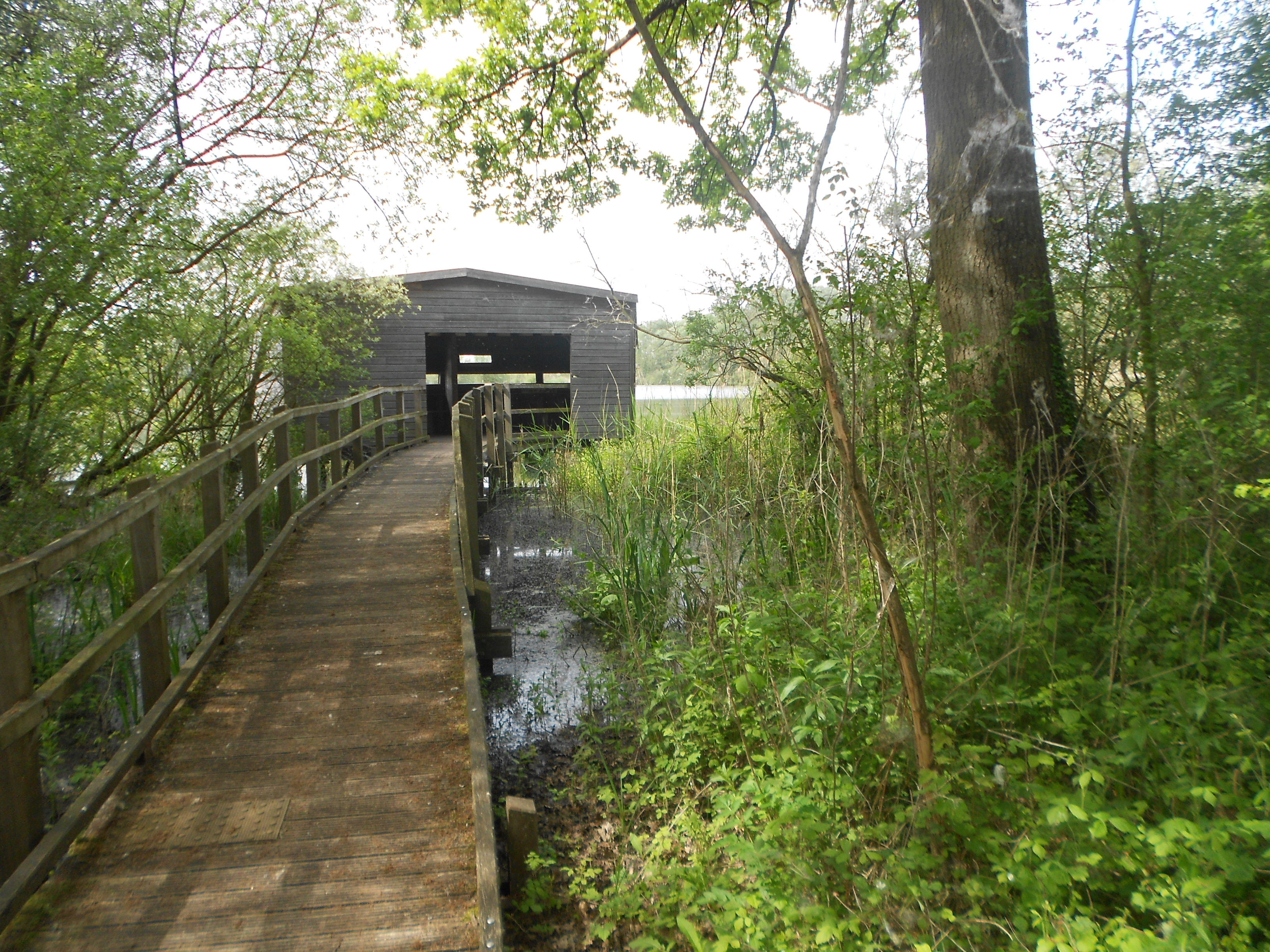
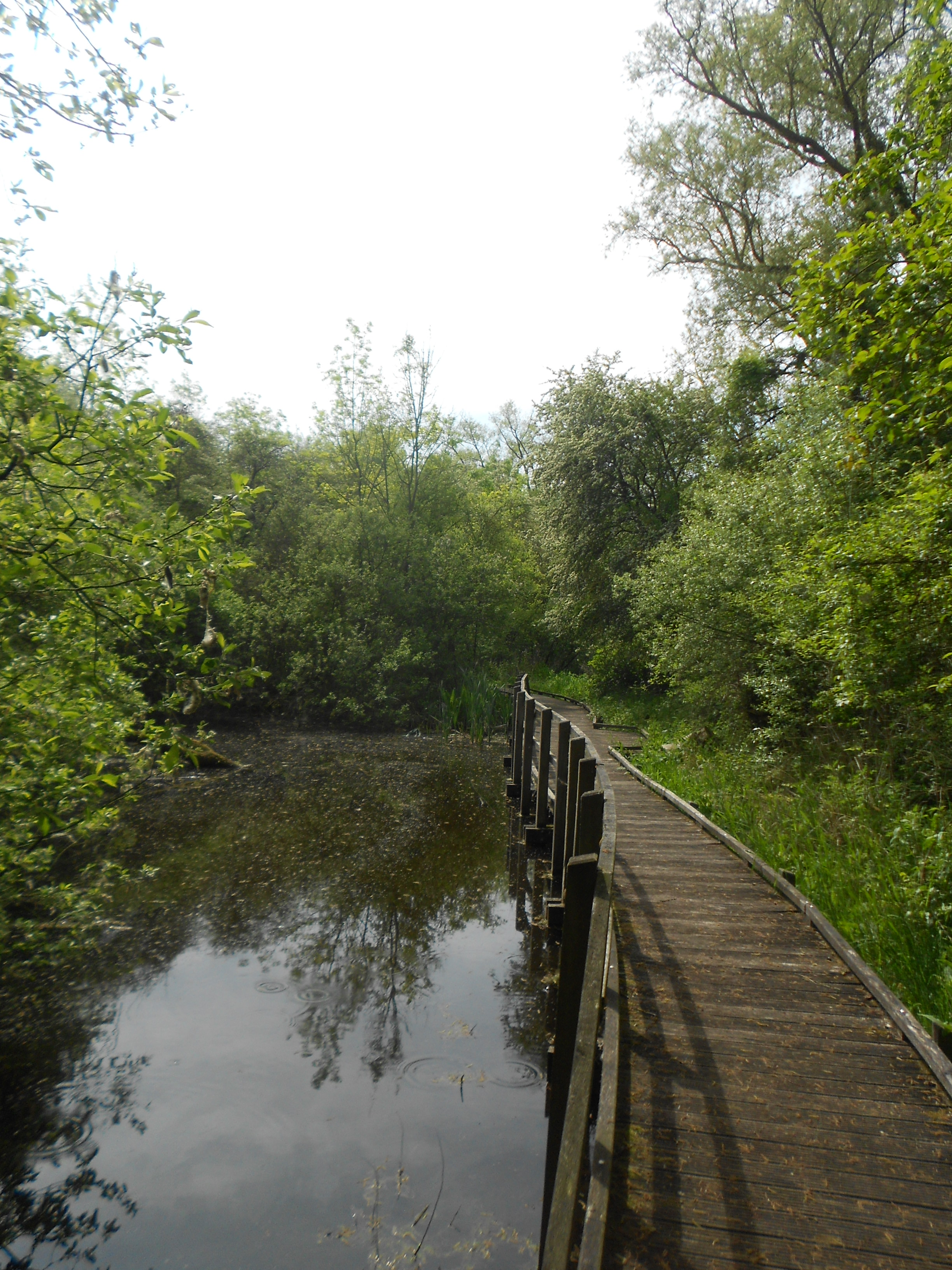
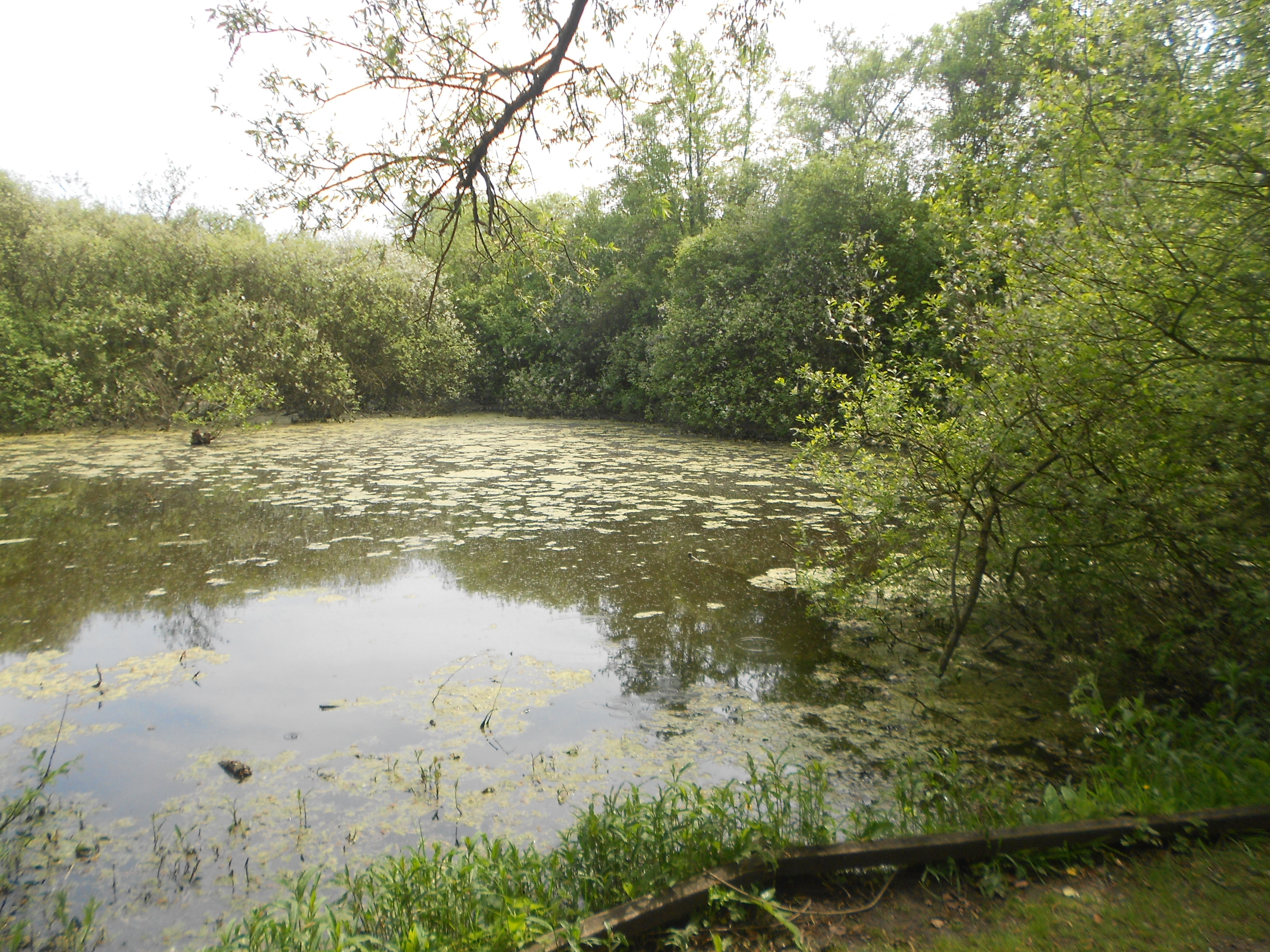
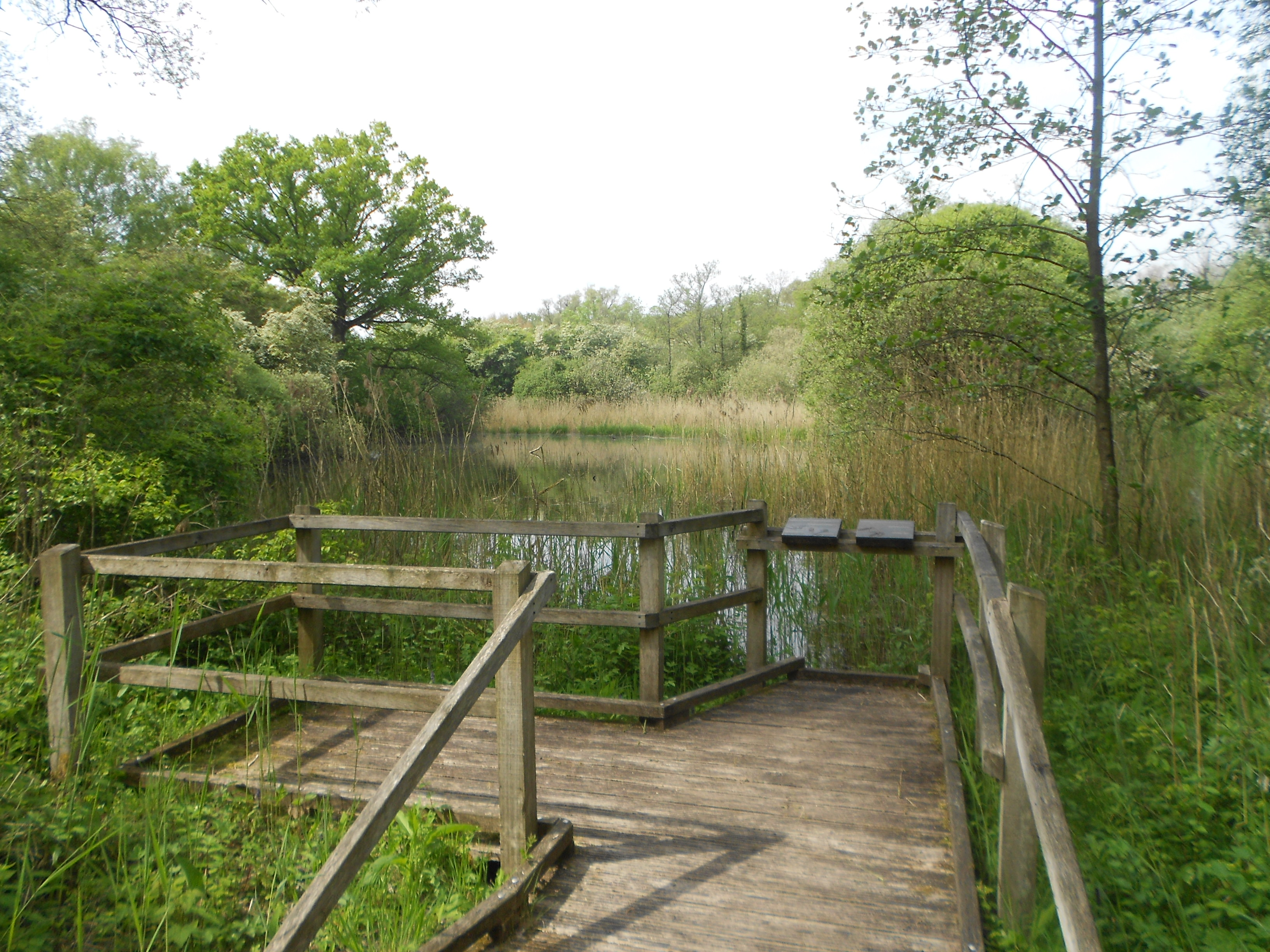
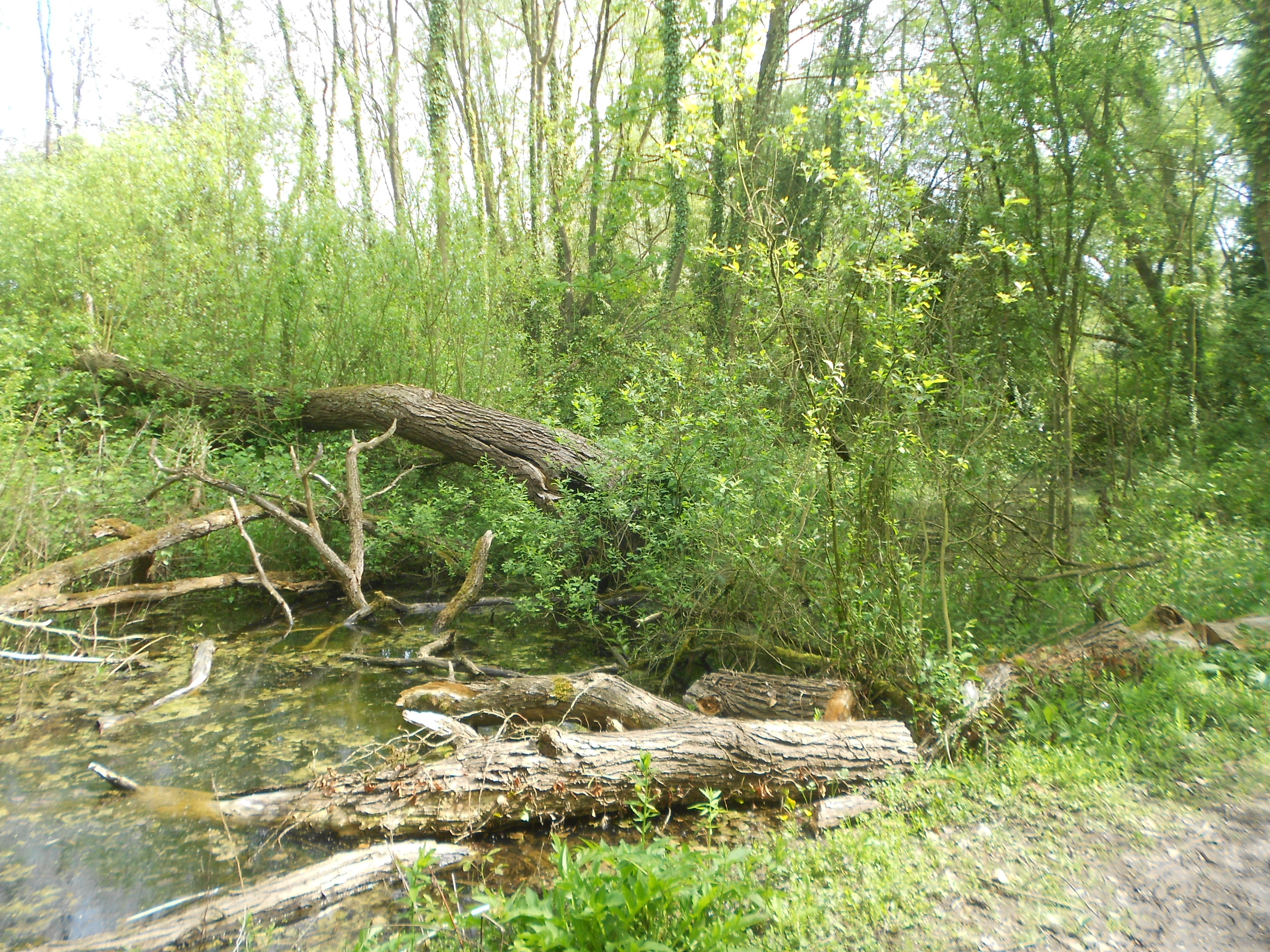
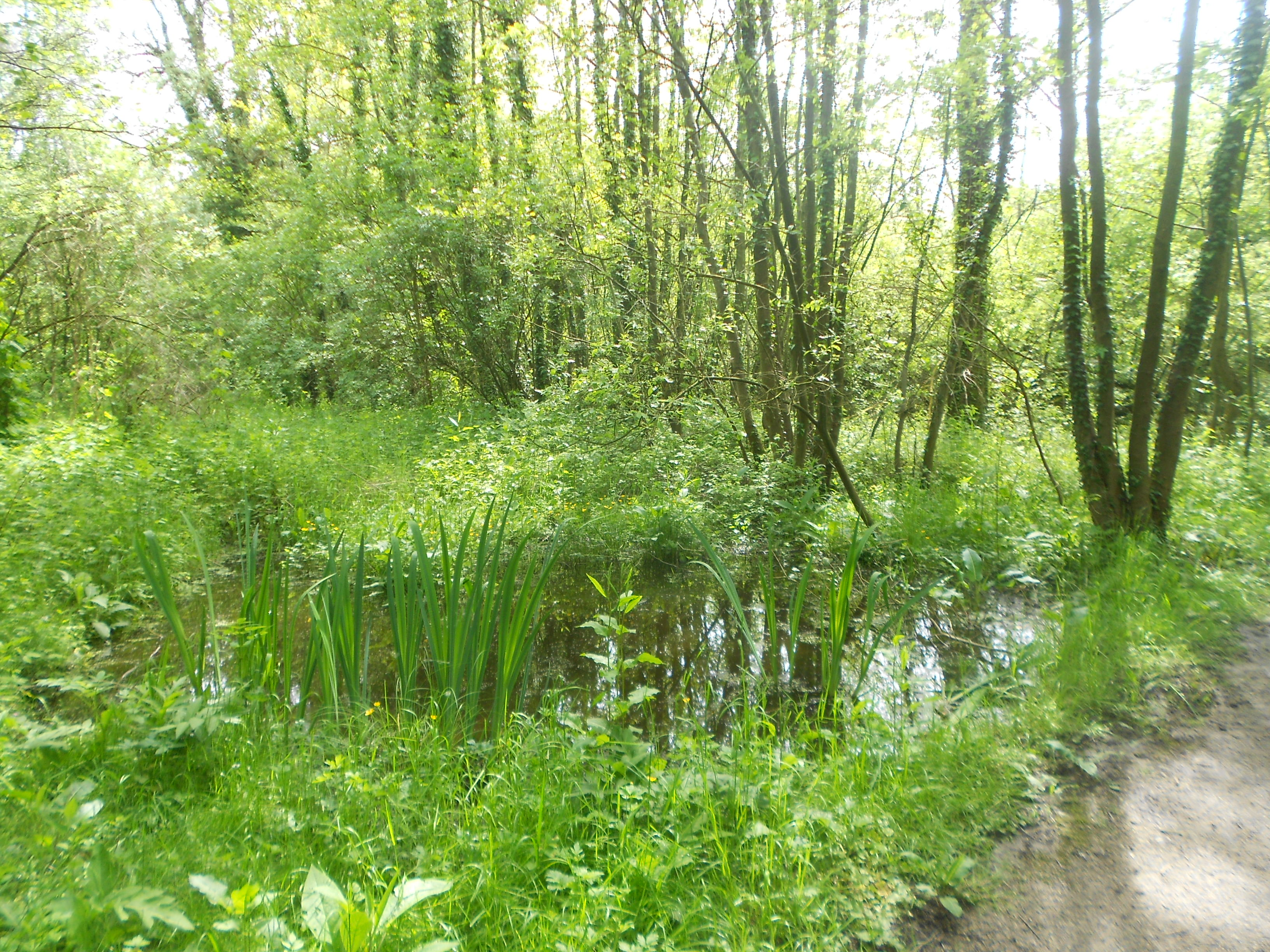
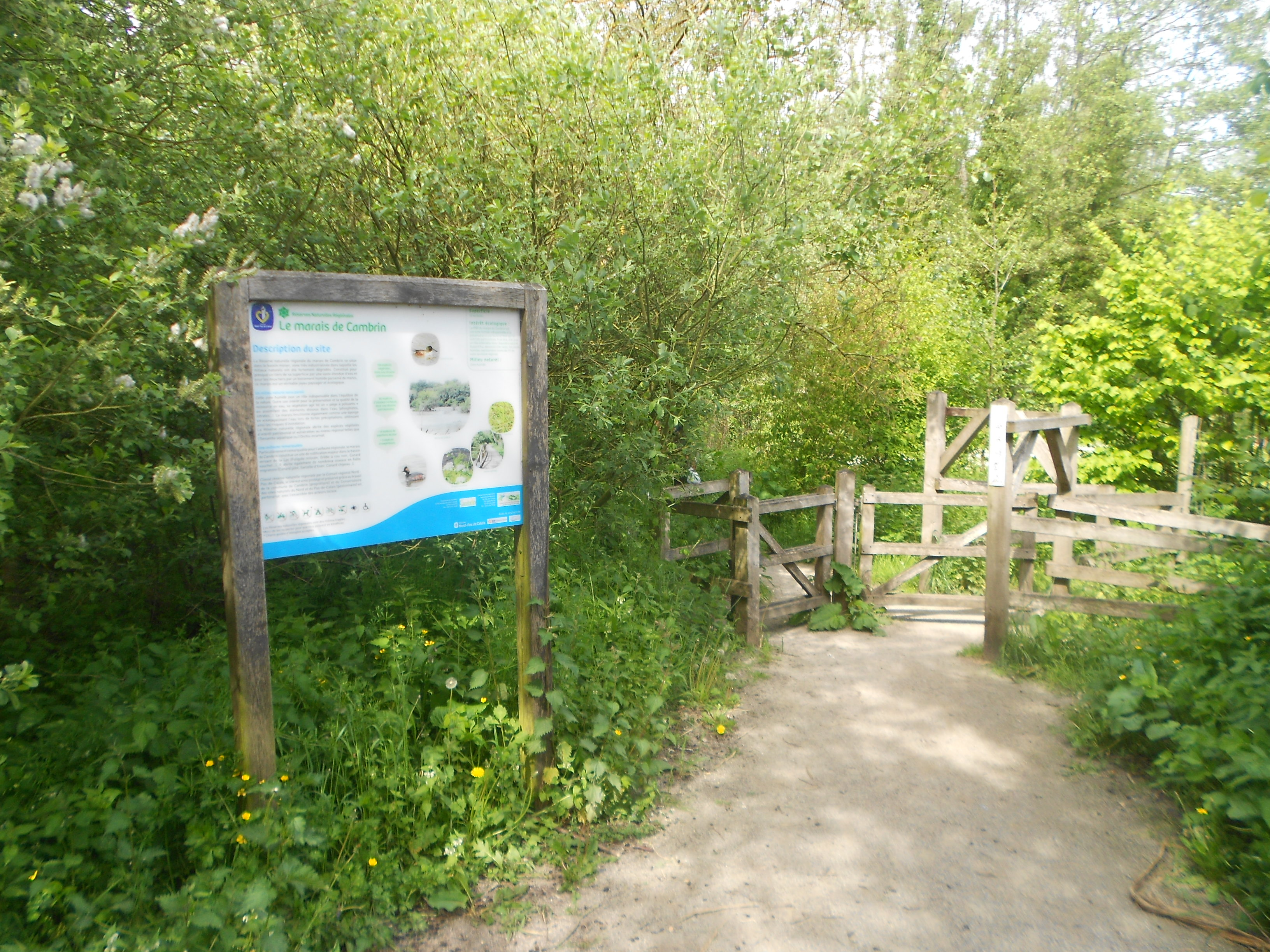
Entrée du marais